# Slovaški hokejski hram slavnih
Slovaški hokejski hram slavnih, ki je bil ustanovljen leta 2002, vsebuje najboljše slovaške hokejiste.

## Člani
- 2002: Ladislav Troják, Stan Mikita, Michal Polóni, Ladislav Horský, Ján Starší, George Gross, Vladimír Dzurilla, Jozef Golonka, Václav Nedomanský, Peter Šťastný (do 6. aprila 2009)
- 2003: Rastislav Jančuška, Vojtech Okoličány, Miroslav Červenka, Ján Jendek
- 2004: František Gregor, Karol Fako, Vincent Lukáč, Milan Kužela
- 2005: Jaroslav Walter, Igor Liba
- 2006: Rudolf Tajcnár
- 2007: Dušan Pašek
- 2008: Dušan Faško
- 2009: Dárius Rusnák
- 2011: Július Haas, Ján Mitošinka, Róbert Švehla
- 2012: Pavol Demitra
- 2014: Zdeno Cíger
- 2018: Miroslav Šatan
- 2019: Ferdinand Marek, Oto Haščák, Július Šupler, Ján Filc
- 2021: Peter Bondra
- 2022: Žigmund Pálffy
- 2023: Marián Hossa